# Ulinella cotytto
Ulinella cotytto är en fjärilsart som beskrevs av Sergius G. Kiriakoff 1954. Ulinella cotytto ingår i släktet Ulinella och familjen tandspinnare. Inga underarter finns listade i Catalogue of Life.